# 휴먼토크
《서두원의 휴먼토크, 사람을 읽다》는 서두원 기자의 진행으로 주말 아침 9시부터 오전 10시까지 SBS 러브FM에서 방송되었던 프로그램이다. 2014년 SBS 라디오 봄 개편으로 이숙영의 러브FM이 주 7일 확대 편성되면서 이 프로그램은 1년 만에 폐지되었다.
| SBS 러브FM 주말 프로그램 |                                |                                |
| 이전                     | 서두원의 휴먼토크, 사람을 읽다 | 다음                           |
| 정석문의 섹션라디오      | 서두원의 휴먼토크, 사람을 읽다 | 김지선, 김일중의 세상을 만나자 |
| 오전 7시 10분 ~ 오전 9시 | 오전 9시 ~ 오전 10시           | 오전 10시 5분 ~ 낮 12시        |
|                          |                                |                                |